# قشلاق حاج امیرخان
قشلاق حاج امیرخان یک روستا در ایران است که در استان اردبیل واقع شده‌است.